# Walter F. George
Walter F. George (Preston, 1878. január 29. – Vienna, 1957. augusztus 4.) az Amerikai Egyesült Államok szenátora (Georgia, 1922–1957).